# Москалівська сільська рада (Ярмолинецький район)
Москалі́вська сільська́ ра́да — колишня адміністративно-територіальна одиниця та орган місцевого самоврядування в Ярмолинецькому районі Хмельницької області. Адміністративний центр — село Москалівка.

## Загальні відомості
- Територія ради: 44,77 км²
- Населення ради: 1 232 особи (станом на 2001 рік)
- Територією ради протікає річка Тростянець

## Населені пункти
Сільській раді підпорядковані населені пункти:
- с. Москалівка
- с. Верхівці
- с. Коритна

## Склад ради
Рада складається з 16 депутатів та голови.
- Голова ради: Буря Раїса Петрівна
- Секретар ради: Білик Наталія Вікторівна

### Керівний склад попередніх скликань
| Прізвище, ім'я, по батькові | Основні відомості                                                  | Дата обрання | Дата звільнення |
| --------------------------- | ------------------------------------------------------------------ | ------------ | --------------- |
| Буря Раїса Петрівна         | Сільський голова, 1965 року народження, освіта вища, позапартійна  | 26.03.2006   | 31.10.2010      |
| Буря Раїса Петрівна         | Сільський голова, 1965 року народження, освіта вища, позапартійна  | 31.10.2010   | 10.11.2015      |
| Деркач Сергій Анатолійович  | Сільський голова, 1989 року народження, освіта вища, позапартійний | 11.11.2015   |                 |

Примітка: таблиця складена за даними сайту Верховної Ради України

### Депутати
За результатами місцевих виборів 2010 року депутатами ради стали:

#### За суб'єктами висування
| Суб'єкт висування             | Кількість обраних депутатів | %    |
| ----------------------------- | --------------------------- | ---- |
| Партія регіонів               | 11                          | 68,8 |
| Самовисування                 | 4                           | 25   |
| Політична партія «Фронт Змін» | 1                           | 6,3  |

#### За округами
| № округу                      | Прізвище, ім'я, по батькові    | Дата визнання обраним | Освіта             | Партійна приналежність | Відомості про обраного депутата                   |
| ----------------------------- | ------------------------------ | --------------------- | ------------------ | ---------------------- | ------------------------------------------------- |
| Партія регіонів               |                                |                       |                    |                        |                                                   |
| 1                             | Мельничук Наталія Францівна    | 05.11.2010            | середня            | позапартійна           | Москалівська сільська амбулаторія, медична сестра |
| 2                             | Пучок Михайло Михайлович       | 05.11.2010            | середня            | позапартійний          | ВК- 78 с. Райківці, молодший інспектор            |
| 3                             | Вінник Микола Ярославович      | 05.11.2010            | середня            | позапартійний          | ТОВ «МОСАГРО», директор                           |
| 5                             | Павлишина Людмила Петрівна     | 05.11.2010            | вища               | позапартійна           | Москалівська загальноосвітня школа, вчитель       |
| 7                             | Колодій Світлана Олександрівна | 05.11.2010            | середня            | позапартійна           | тимчасово не працює                               |
| 8                             | Заремба Микола Володимирович   | 05.11.2010            | середня            | член Партії регіонів   | Ярмолинецьке ЛГ «Агроліс», лісник                 |
| 9                             | Деркач Микола Володимирович    | 05.11.2010            | середня спеціальна | позапартійний          | тимчасово не працює                               |
| 10                            | Сова Микола Петрович           | 05.11.2010            | середня            | позапартійний          | тимчасово не працює                               |
| 11                            | Дуна Микола Миколайович        | 05.11.2010            | середня            | позапартійний          | Москалівська амбулаторія, водій                   |
| 13                            | Никифорук Марія Леонідівна     | 05.11.2010            | середня            | позапартійна           | приватний підприємець                             |
| 15                            | Буря Микола Миколайович        | 05.11.2010            | середня            | позапартійний          | ПП. «Ольга плюс», водій                           |
| Політична партія «Фронт Змін» |                                |                       |                    |                        |                                                   |
| 6                             | Музика Любов Василівна         | 05.11.2010            | середня            | позапартійна           | Москалівська сільська рада, бухгалтер             |
| Самовисування                 |                                |                       |                    |                        |                                                   |
| 4                             | Білик Анатолій Петрович        | 05.11.2010            | середня            | позапартійний          | Ярмолинецька філія ПАТ Хмельницькгаз, слюсар      |
| 12                            | Білик Наталія Вікторівна       | 05.11.2010            | вища               | позапартійна           | Москалівська сільська рада, секретар              |
| 14                            | Щудляк Віра Василівна          | 05.11.2010            | середня            | позапартійна           | Верховецький сільський клуб, завклуб              |
| 16                            | Кучерява Ольга Романівна       | 05.11.2010            | середня            | позапартійна           | Магазин продтоварів с. Верхівці, продавець        |